# Zuidas
Zuidas (dansk: Sydaksen er en bydel i Amsterdam i Holland. Det ligger mellem floden Amstel og A10-motorvejen. I området ligger hovedkvartererne for bl.a. ABN AMRO og ING Group, to af de største banker i verden sammen med mange andre finansielle virksomheder. 
I fremtiden er det meningen at stationen i centrum af området, Amsterdam Zuid WTC, skal være en aflastning for hovedbanegården i Amsterdam, Amsterdam Centraal. Den skal have forbindelse til Schiphol, Rotterdam, Antwerpen, Bruxelles og Paris med højhastighedstoget Thalys. Der skal også være forbindelse til det  tyske højhastighedsnetværk, ICE, via Utrecht og Arnhem. Stationen vil ligeledes blive forbundet med Amsterdam centrum via Nord-syd linien, en planlagt nord-sydgående metrolinje. 

## Eksterne links
- Hjemmeside for  Arkiveret 27. september 2007 hos  Wayback Machine
- Hjemmeside for Mahler4 Arkiveret 28. september 2007 hos  Wayback Machine
- Zuidas i 3D Arkiveret 19. maj 2011 hos  Wayback Machine

52°20′20″N 4°52′12″Ø / 52.339°N 4.87°Ø